# Кити

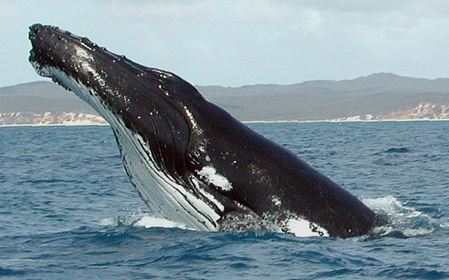
Горбатий кит

Кити́ (грец. κῆτος — «морське чудовисько») — нетаксономічна група, найбільші види морських ссавців ряду китоподібних, власне з підряду китовиді, проте нерідко китами називають і представників підряду дельфіновидих, особливо найбільших з них, називаючи їх нерідко «зубатими китами».

## Обсяг поняття
Кити — це нетаксономічна група, що об'єднує найбільших представників ряду. До китів не відносять дельфінів та морських свиней. Натомість до китів часто зараховують косаток та гринду, які, насправді, належать до дельфінів.
Кити є об'єктами китобійного промислу, при тому китобійня стосується саме китів у широкому розумінні, тобто і власне китовидих, і дельфінів. У наш час через китобійний промисел багато видів китів перебуває на межі вимирання. Наприклад, дуже мало залишилося синіх і сірих китів. Незважаючи на таку трагічну ситуацію, деякі країни світу досі полюють на морських ссавців.

## Походження

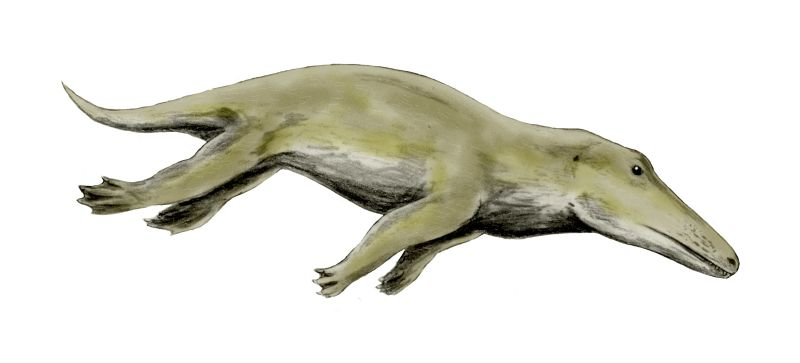
Амбулоцет — предок сучасних китів

Вважається, що китоподібні походять від наземних тварин, а саме парнокопитних ссавців, які близько 50 млн років тому населяли території сучасної Азії та Середземного моря. Щоправда, останні відкриття показують, що найстародавнішім предком китів була невелика тварина індохіус, розміром з кішку. Істота вела як наземний спосіб життя, так і водний. В середню епоху палеогенового періоду предки китів почали пристосовуватися до життя у воді і з часом взагалі перестали виходити на сушу. Внаслідок цього їхні тіла стали набагато більш обтічними, а передні кінцівки поступово перетворилися на плавники. Волосяний покрив зник, редукувалися задні кінцівки, а натомість розвинувся хвіст і підшкірний жир.
Є багато версій, що спростовують наведену вище офіційну версію розвитку китоподібних. Проте беззаперечним є факт, що предками китів були ссавці, які спочатку вели наземний спосіб життя. Зв'язок між парнокопитними та зубатими китами доведено на біохімічному рівні.

## Види

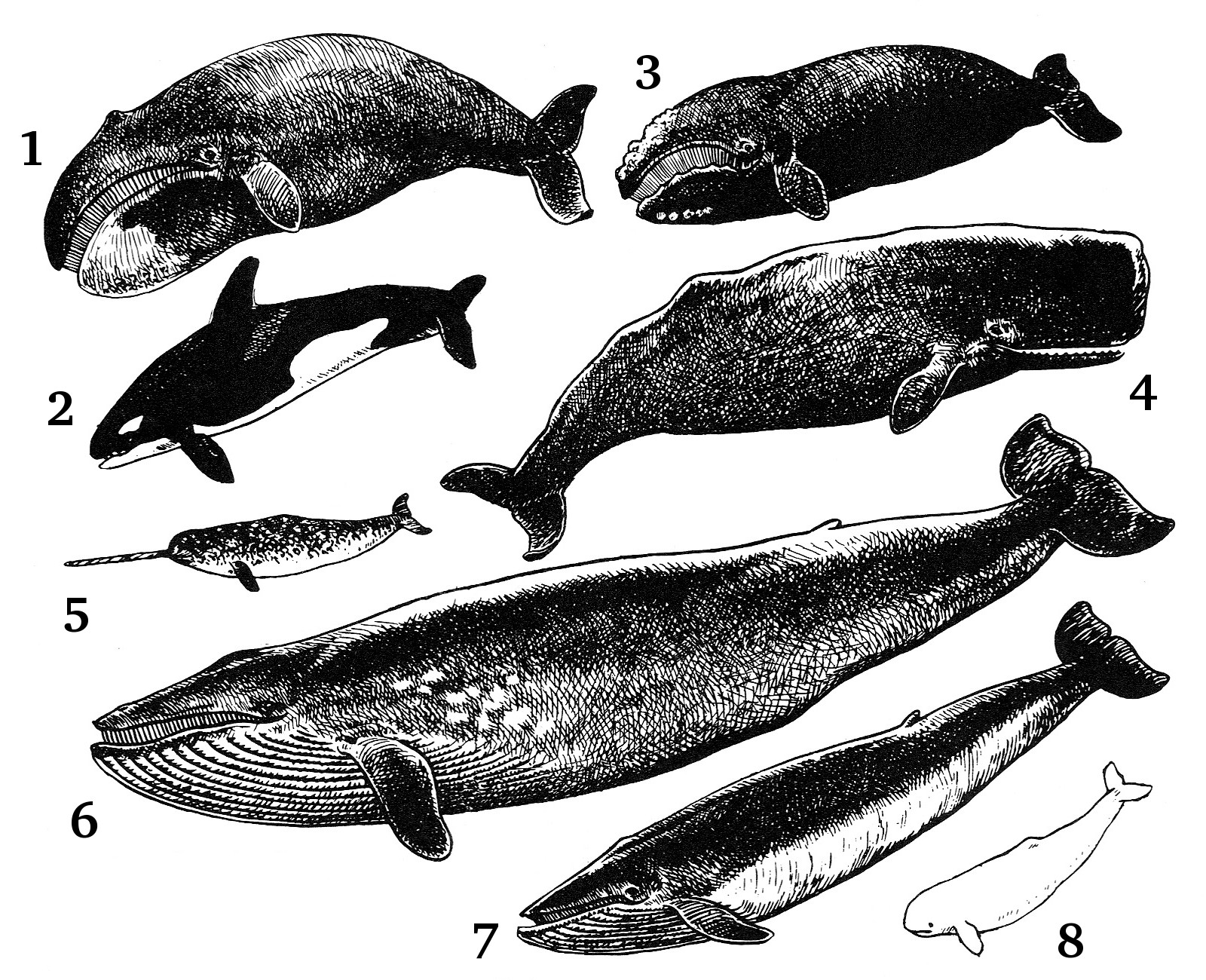
Китоподібні (1 — гренландський кит; 2 — косатка; 3-Eubalaena; 4 — кашалот; 5 — нарвал; 6-синій кит; 7 — смугач малий; 8 — білуха)

У цілому, китоподібні поділяють на два підряди. До першого належать так звані вусаті кити, а до другого — зубаті.

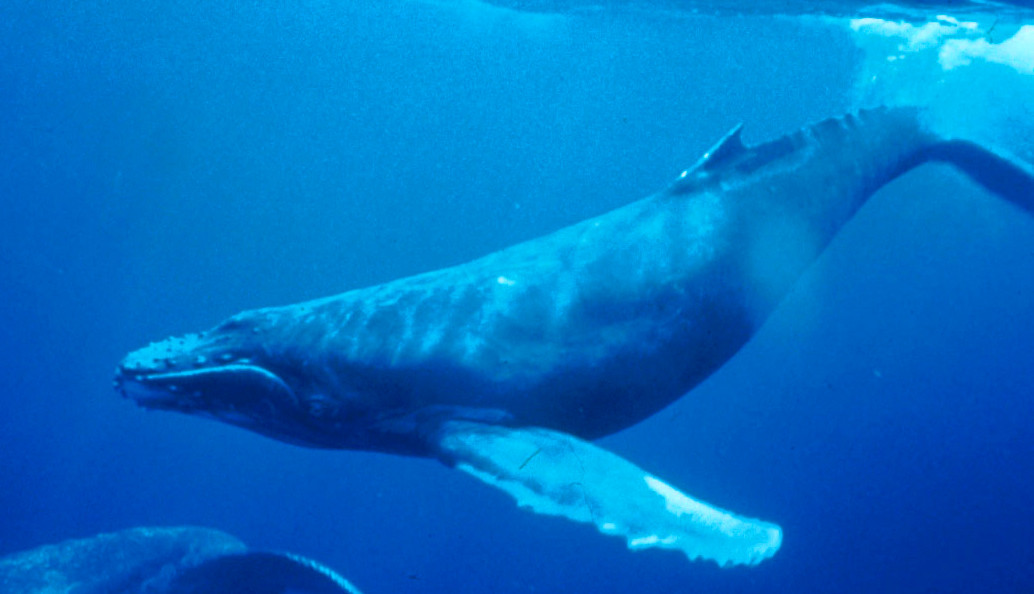
Горбань, один з представників вусатих китів

Вусаті кити замість зубів мають китові вуса, які застосовуються для фільтрації з води планктону, ракоподібних та дрібної риби.

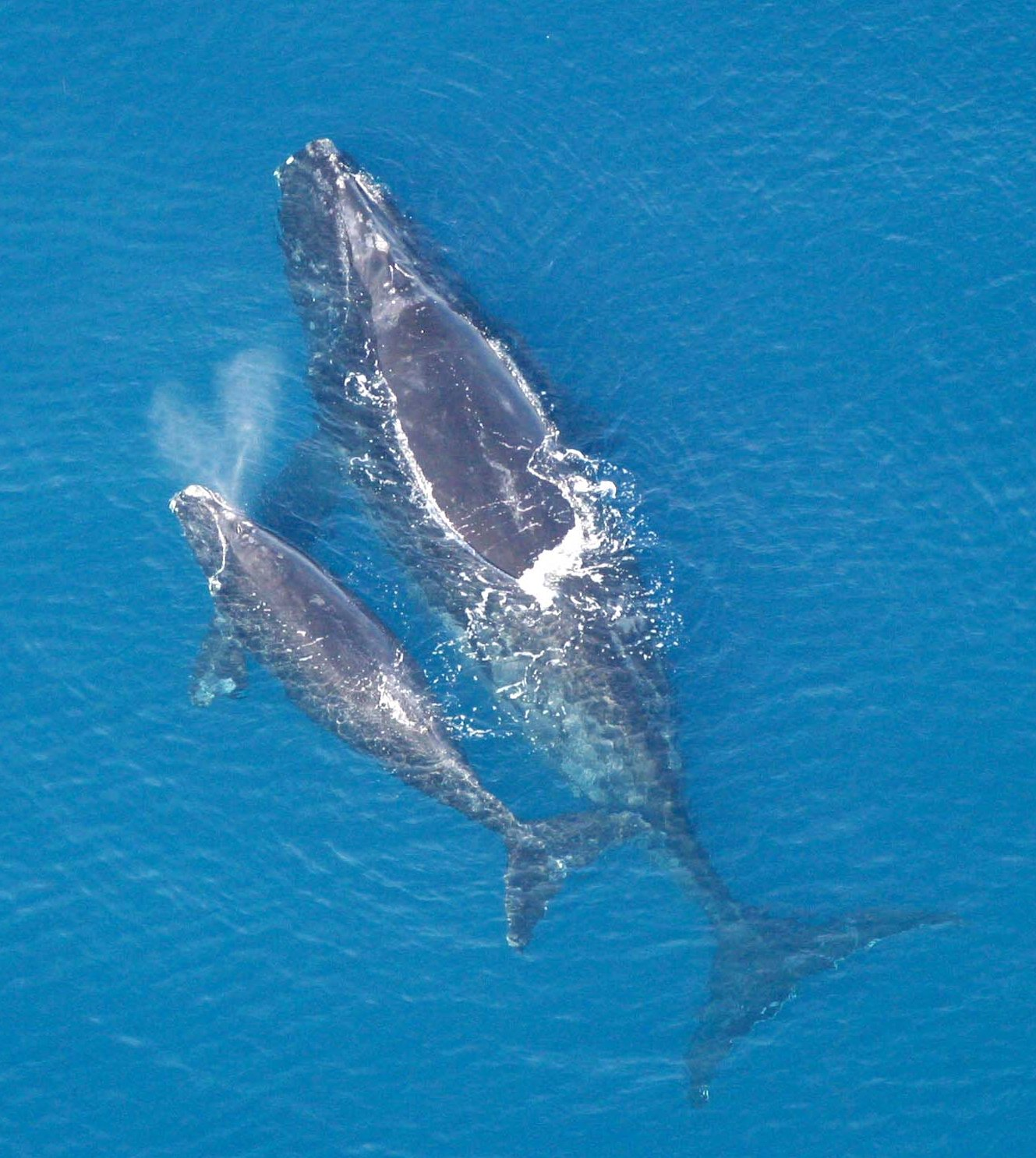
Кит атлантичний (самиця з дитинчам)

Китовим вусом називають рогові пластинки на верхній щелепі тварини. В залежності від виду та розмірів кита таких пластинок може нараховуватися близько 800, а їхня довжина коливається від 20 до 450 см. Пластини розщеплені на довгі тонкі щетини і являють собою фільтр. На морді вусатих китів також є вібриси — поодинокі волоски для дотику.
Наразі беззубі кити є найбільшими ссавцями на планеті, адже їхній розмір подекуди становить понад 30 метрів, а маса — 160 т.
Цей підряд налічує 10 видів: горбань, сірий, синій, південний, карликовий, гренландський, фінвал, смугач малий, сейвал та смугач Брайда.
Зубаті кити, на відміну від своїх родичів, мають у своєму арсеналі від 1 до 240 зубів. Їхня довжина становить від 1,5 до 20 м.
Підряд зубатих китів нараховує 4 родини (кашалотові, річкові дельфіни, дзьоборилові та дельфінові).

## Анатомія та будова

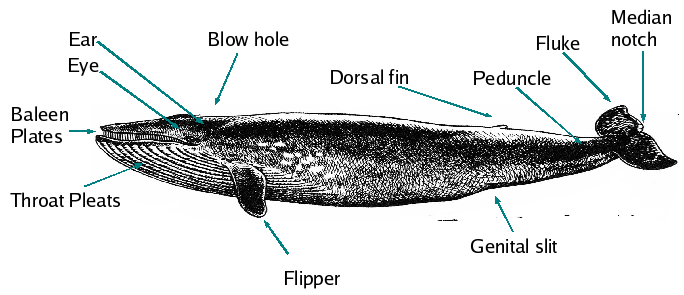
Будова синього кита

Кити мають так званий губчастий скелет. Хребет китоподібних складається з чотирьох відділів: короткий шийний (його довжина дорівнює 15 см і складається із 7 хребців), грудний, поперековий і хвостовий. Міжхребцеві диски надають хребту гнучкості та великої рухливості. Грудний плавець тримається виключно на короткій плечовій кістці.

Приклад ехолокації у дельфіна

Ніздрі морських велетнів розташовані на тім'ї, щоб тварині було легше дихати. У вусатих китів є дві ніздрі, а в зубатих — лише одна. Також у них повітроносний прохід відокремлений від травлення. Більшість китів мають носовий канал з повітряними мішками, які допомагають їм посилати певні звукові сигнали та ехолокації. Завдяки особливій будові органів дихання китоподібні мають змогу перебувати під водою від 2 до 40 хвилин (деякі види можуть обходитися без повітря більше 1 години).
Кістки щелеп китів є довгими (через велику кількість зубів або збільшення цідильного апарата). Тут слід додати, що всі китоподібні в ембріональному періоді розвитку мають зуби, однак у вусатих китів вони потім атрофуються, а замість них розвивається китовий вус. У зубатих китів найбільшу кількість зубів мають Stenella longirostris, або малоголовий продельфін (172—152), а найменша кількість спостерігається у нарвала (лише 2).
Оскільки слинних залоз у китів немає або ж вони рудиментарні, то ці ссавці ковтають їжу повністю, навіть не розжовуючи. Для кращого перетравлення їжі тварини часто ковтають морську гальку. Цікавим є і те, що довжина кишки перевищує довжину тіла кита. Наприклад, у кашалота кишка більша за його довжину у 16 разів.
Під час занурення китів у воду їхній серцевий пульс сповільнюється у 2 рази, внаслідок чого першими кисень отримують головний мозок та серцевий м'яз.

## Галерея

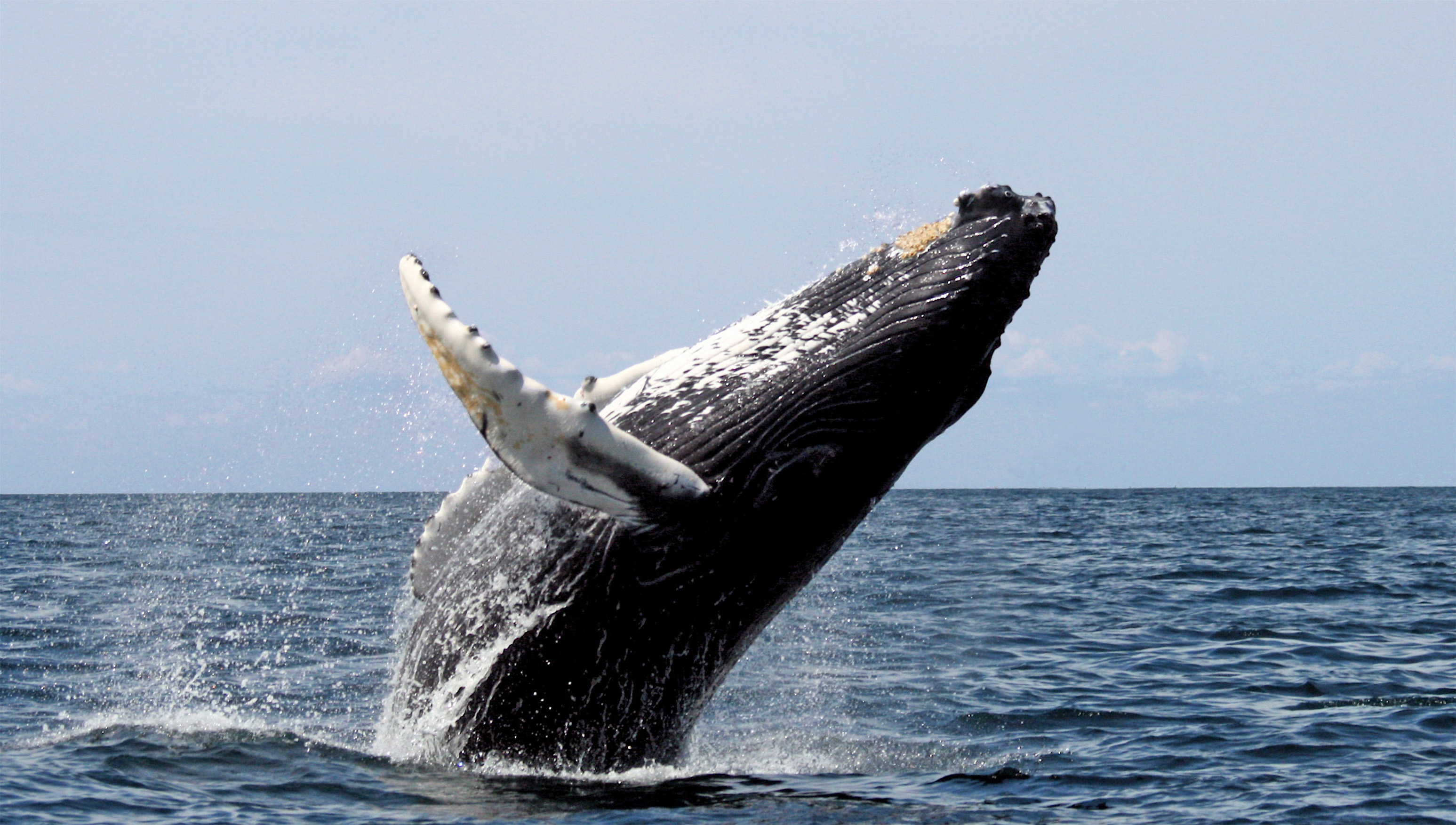
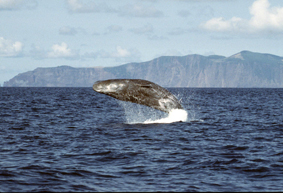
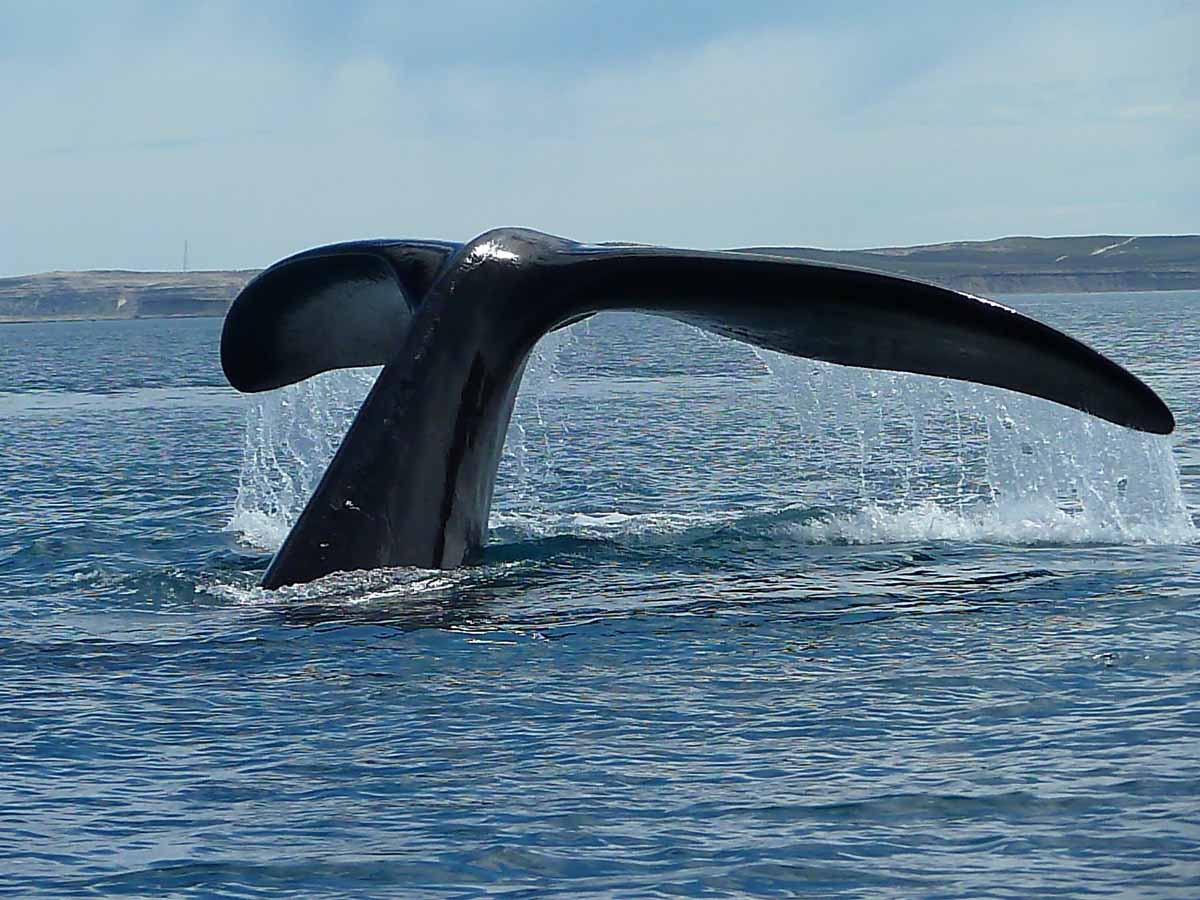
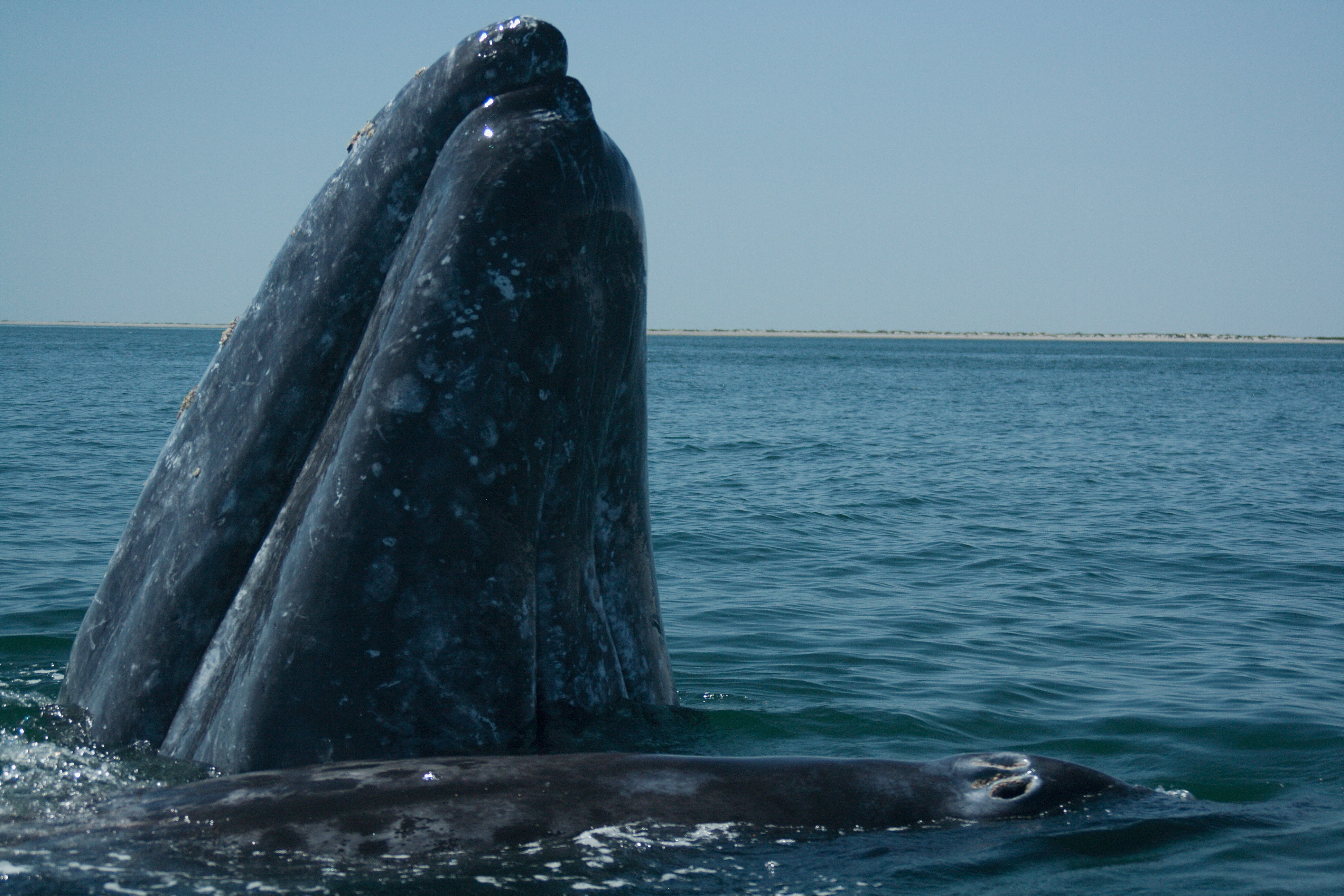
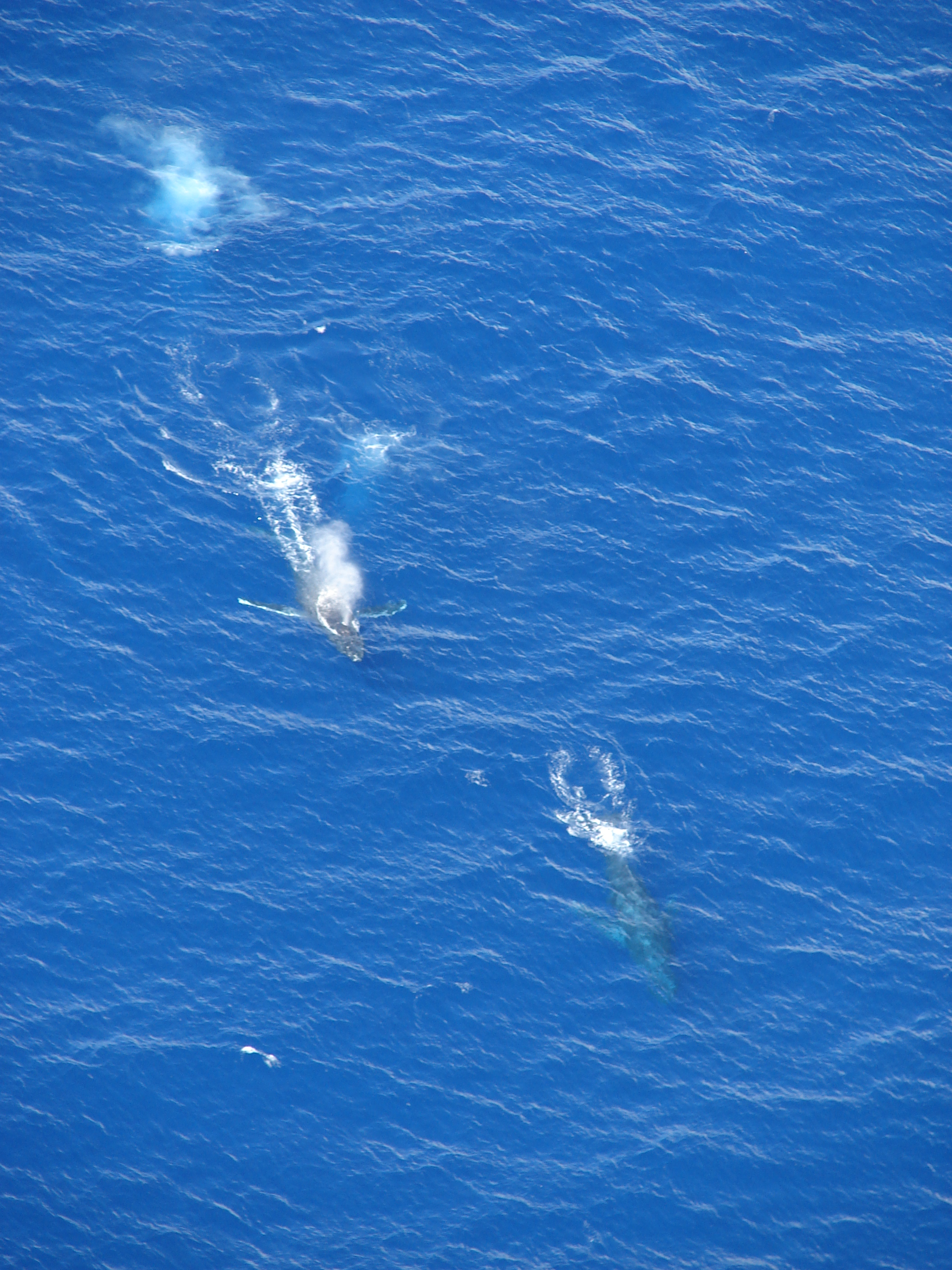
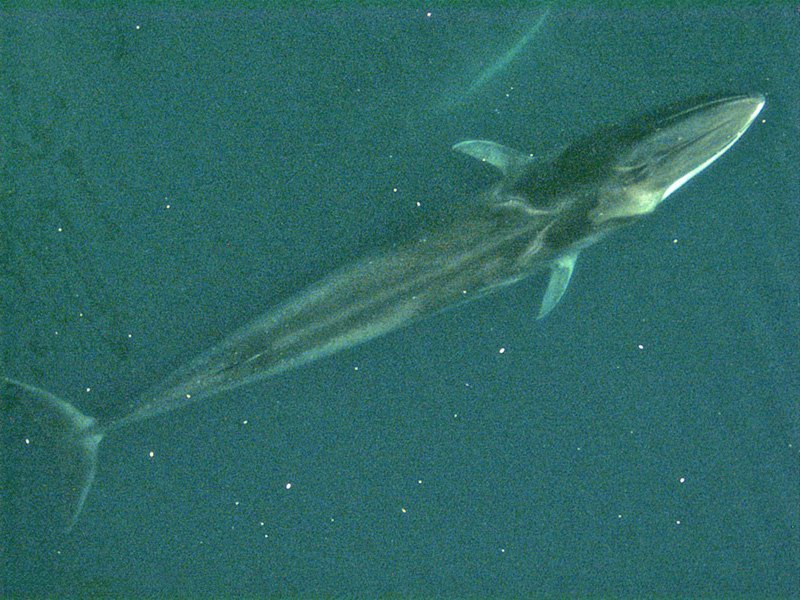
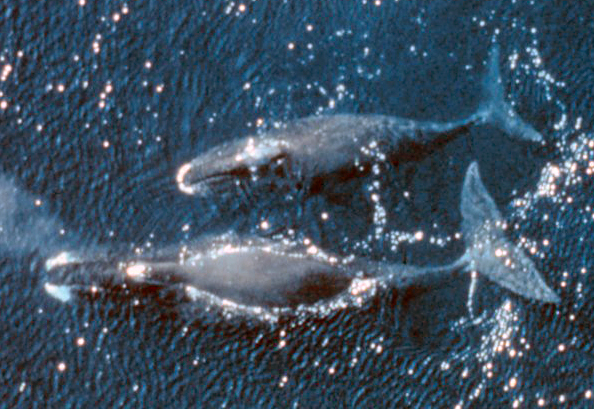
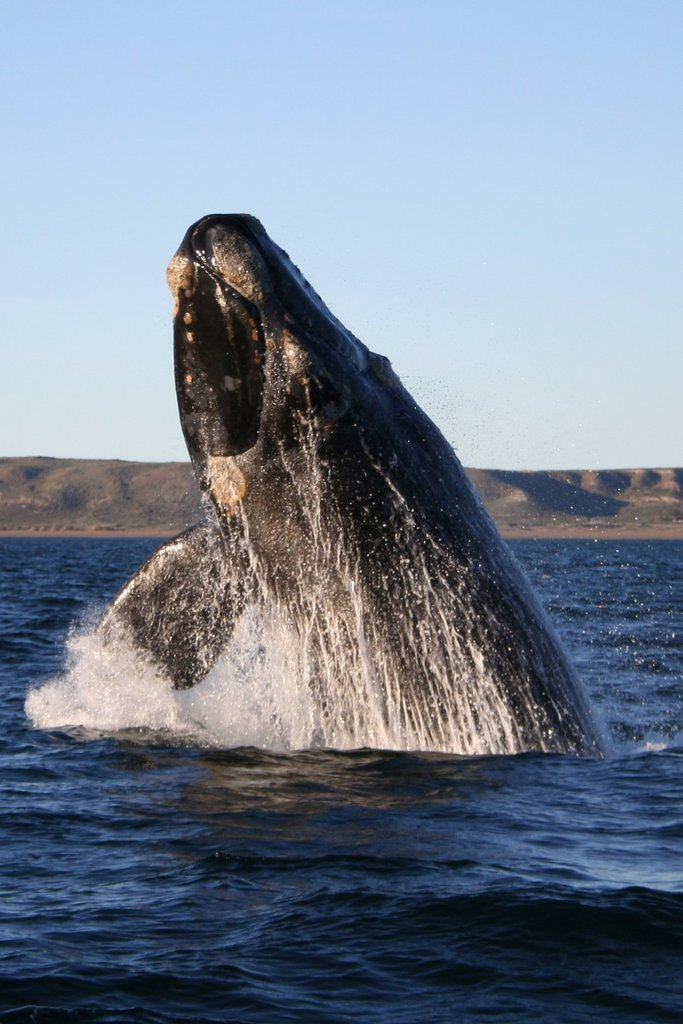